# Den Kreative Dramaskole
Den Kreative Dramaskole er en teaterskole for børn og unge, som ligger i Herlev og Glostrup. Der bliver undervist i drama, sang, dans, sceneteknik og at lægge makeup, og hvert halve år bliver der opsat forestillinger. Dramaskolen består af to afdelinger: én afdeling i Herlev, og én i Glostrup og Rødovre. Afdelingen i Herlev blev startet 1. november 2017 og har blandt andet sat forestillingerne, Herlev The Musical (2018), Flyt (2018), Forbandelsen – eventyrmusical (2019) Biernes Dronning (2023) og mange flere. Dramaskolen fik besøg af Danmarks kulturminister, Joy Mogensen, i 2019. En af de faste undervisere er Albert Rosin Harson.
Dramaskolen blev etableret i 2017 af skuespiller, dramatiker og forfatter Ronnie Jeppesen.
Udover det udbyder dramaskolen også workshop for børn og unge.